# Буринский, Евгений Фёдорович
Евге́ний Фёдорович Бури́нский (6 (18) февраля 1849, Рязань, — 18 марта 1912, Санкт-Петербург) — русский учёный-криминалист, один из основоположников криминалистики, основатель судебной фотографии, технического исследования документов и судебного почерковедения в России.

## Ранние годы
Родился 6 (18) февраля 1849 года в семье служащего почтового ведомства Фёдора Фёдоровича Буринского, происходившего из мелкопоместных дворян Смоленской губернии; детские годы его прошли в Нижнем Новгороде, где отец служил губернским почтмейстером. Среднее образование он получил в Нижегородском кадетском корпусе.
В результате усиленных хлопот отца Евгений Буринский был определён в Санкт-Петербургское военно-инженерное училище, где проучился с 1864 по 1866 годы. Был вольным слушателем физико-математического факультета Петербургского университета. В 1867 году, вопреки запрету отца, он оставил училище. Оставшись без материальной поддержки из дома, поступил техником на строительство Бресто-Граевской и Оренбургской железных дорог; работал в техническом отделе Совета главного общества российских железных дорог.
С 1876 года Буринский стал вести технический отдел журнала «Всемирная иллюстрация». Вскоре Буринский начал заниматься фотографией; поводом стало случайное поручение Э. К. Гартье: «собрать и изучить литературу, в которой что-либо говорилось о случаях выявления на фотографических снимках невидимых глазом изображений». С 1879 года он стал редактором нового журнала «Российская библиография», издававшегося Э. К. Гартье. исследователи считают, что начало работы Буринского «на поприще научной фотографии» относится к декабрю 1881 года.

## Вклад в науку и судебную экспертизу
Основная область научных исследований Буринского — фотографические методы исследования вещественных доказательств (метод усиления контрастов и цветоделение), техническая экспертиза документов и разработка научных основ судебного почерковедения.

### Первая специализированная криминалистическая лаборатория
В 1889 году Буринский основал первую в мире судебно-фотографическую лабораторию при Санкт-Петербургском окружном суде, в которой работал по сути на общественных началах и на своём личном оборудовании. Своим возникновением, как сам Буринский об этом писал, лаборатория была обязана экспертизе, произведённой им 11 сентября 1889 года по уголовному делу Рокоссовского и Юнгерца. Эта экспертиза — комплексная (техническая и почерковедческая) — была осуществлена Буринским в здании суда с помощью оборудования, доставленном им из своей домашней лаборатории. Сначала с помощью последовательного фотографирования с увеличением через светофильтр он установил поддельность подписи, выполненной по заранее нанесённому карандашом контуру. Затем методом цветоделения и усиления контраста он получил изображение другой подписи, скрытой чернильным пятном. Эта экспертиза стала поворотным моментом в становлении российской криминалистики как науки.
В 1892 году, благодаря успешной работе и выступлениям Буринского в печати, судебное ведомство официально ввело в Петербурге судебно-фотографическую экспертизу, организовав лабораторию судебной фотографии при прокуроре Санкт-Петербургской Судебной Палаты. Эта лаборатория стала первым в России специализированным криминалистическим учреждением.
В 1889 году, когда была организована лаборатория, Буринский выполнил 78 исследований. Из них 29 — почерковедческих, больше чем по любому другому виду экспертизы.

### Основы научной судебно-почерковедческой экспертизы
Исследования в области судебной экспертизы почерка стояли далеко не на последнем месте в деятельности Буринского. Они были не столь иллюстративны как в области судебной фотографии и технического исследования документов. Должную оценку его вклад получил только в 1940-х годах.
Буринский впервые начал разрабатывать основы судебно-почерковедческой экспертизы на базе положений естественных наук — медицины, психиатрии, физиологии, анатомии. Впервые в мировой криминалистике он системно очертил контуры науки о судебной экспертизе почерка, которую он и назвал почерковедением.
Буринский указывал на необходимость использования научных методов исследования почерка, отводя основное место эксперименту, наблюдению, коллекционированию образцов почерка, измерению. Он отмечал: «Почерковедение имеет все данные, чтобы сделаться точной наукой, потому что материал, с которым она оперирует, поддается измерению, а исследуемые ею явления — правильному наблюдению и эксперименту».

### Метод усиления контраста и работа для Академии наук
Буринским был открыт фотографический метод усиления контраста. Суть метода заключалась в изготовлении нескольких негативных изображений документа на высококонтрастных мелкозернистых пластинках, снятии и высокоточном совмещении их коллоидных слоев, повторного фотографирования полученного результата и так далее. Для выявления и усиления цветовых контрастов на чёрно-белой фотографии при съёмке использовались светофильтры (цветоделение). Этот метод позволял усилить контраст в сотни раз.
Во время земляных работ в московском Кремле ещё в 1843 году рабочие обнаружили в земле медный сосуд, в котором оказались кусок железной руды, пузырёк с ртутью и около 40 кусков кожи неправильной формы, свёрнутых в трубки и опечатанных свинцовыми или восковыми печатями времен Дмитрия Донского (XIV в.), но с полностью исчезнувшим текстом. Попытки восстановить письмена химическими средствами оказались безуспешными и документы были переданы в архив Академии наук.
В 1894 году Е. Ф. Буринскому поручили организовать в Академии наук лабораторию фотографического восстановления древних письмен, куда по его просьбе передали найденные грамоты. На восстановление текста первого документа было потрачено более трёх недель работы, причём около двух недель ушло на распрямление кожаного документа, чтобы его можно было сфотографировать мокрым коллоидным способом. Дело в том, что кожи в сильной степени были покороблены, и лишь размачиванием в воде с глицерином возможно было придать им на время вид плоской поверхности для фотографирования. Текст документа был восстановлен 3 декабря 1894 года.
За этот оригинальный метод, позволявший повышать контрастность изображения, а также конкретно за выявление текста ценных исторических документов Академия наук присудила Е. Ф. Буринскому в 1898 году малую Ломоносовскую премию — «за метод исследования, равный значению микроскопа».
Буринский был награждён малой золотой медалью — главной наградой по научному отделу 2-й фотографической выставки в Москве. Был избран почётным членом русского фотографического общества.